# Nora Rocha
Nora Leticia Rocha de la Cruz (née le 18 décembre 1967 à Monclova) est une athlète mexicaine, spécialiste des épreuves de demi-fond et de fond. En 1999 elle remporte le 10 000 mètres des Jeux panaméricains de Winnipeg.

## Biographie
En 1998, à l'âge de 30 ans, Nora Leticia Rocha établit un record national sur 1 500 m en 4 min 11 s 26 alors qu'elle court habituellement sur 5 000 m ou 10 000 m. Ce record tient jusqu'en 2019.
La même année elle bat le record du Mexique du 5 000 m à Berlin, record qui sera amélioré par Adriana Fernández en 2003.
En 2000, elle participe aux Jeux olympiques de Sydney, mais échoue en séries aussi bien sur 5 000 que sur 10 000 m.

## Palmarès
| Date | Compétition                                      | Lieu           | Résultat | Épreuve  | Performance    |
| ---- | ------------------------------------------------ | -------------- | -------- | -------- | -------------- |
| 1998 | Championnats ibéro-américains                    | Lisbonne       | 2e       | 5 000 m  | 16 min 10 s 36 |
| 1998 | Jeux d'Amérique centrale et des Caraïbes         | Maracaibo      | 2e       | 1 500 m  | 4 min 27 s 74  |
| 1998 | Jeux d'Amérique centrale et des Caraïbes         | Maracaibo      | 1re      | 5 000 m  | 16 min 43 s 48 |
| 1999 | Jeux panaméricains                               | Winnipeg       | 1re      | 10 000 m | 32 min 56 s 51 |
| 2002 | Championnats ibéro-américains                    | Guatemala      | 1re      | 3 000 m  | 9 min 28 s 12  |
| 2002 | Jeux d'Amérique centrale et des Caraïbes         | San Salvador   | 3e       | 5 000 m  | 16 min 42 s 18 |
| 2003 | Jeux panaméricains                               | Saint-Domingue | 2e       | 5 000 m  | 15 min 40 s 98 |
| 2007 | Jeux panaméricains                               | Rio de Janeiro | 3e       | 5 000 m  | 15 min 43 s 80 |
| 2008 | Championnats d'Amérique centrale et des Caraïbes | Cali           | 1re      | 5 000 m  | 16 min 41 s 27 |

### National
- 1 titre au 1 500 m en 1998
- 3 titres au 5 000 m en 1995, 1998 et 2000
- 1 titre au marathon en 2002[4]

## Records
| Épreuve  | Performance    | Lieu      | Date               |
| -------- | -------------- | --------- | ------------------ |
| 1 500 m  | 4 min 11 s 26  | Richmond  | 23 mai 1998        |
| 3 000 m  | 9 min 3 s 23   | Oslo      | 30 juin 1999       |
| 5 000 m  | 15 min 6 s 54  | Berlin    | 1er septembre 1998 |
| 10 000 m | 31 min 56 s 61 | Palo Alto | 29 avril 2007      |